# A-395
L'autoroute A-395, appelée aussi Ronda sur de Granada est une autoroute urbaine d'Andalousie qui entoure Grenade par le sud en desservant les différentes zones de la ville.
D'une longueur de quatre kilomètres, elle relie l'A-44 à l'ouest à l'Alhambra et ainsi que les montagnes de la Sierra Nevada à l'ouest.
Elle est composée de six échangeurs qui desservent le sud du centre ville.

## Tracé
- Elle se déconnecte de l'A-44 à hauteur d'Armilla pour ensuite longer la ville de Grenade par le sud.
- L'A-395 se traverse le tunnel del Serrallo avant de terminer sa section en voie express sur un giratoire sur la Carretera de la Sierra qui dessert l'Alhambra de Grenade et les montagnes de la Sierra Nevada.

## Sorties
| Numéro de la sortie | Nom de la sortie | Bifurcation |
| ------------------- | --- | ----------- |
|                     | Grenade Nord - Grenade-Camino de Ronda Armilla - Zone Industrielle San Nicolas Bailen - Jaen Motril Séville - Alméria - Malaga A-92 | A-44        |
| 01                  | Oglijares Grenade-Sud - Grenade-Avenida de Dilar                                                                                    |             |
| 02                  | La Zubia Grenade-Sud - Grenade-Calle de Torres de Comares                                                                           |             |
| 03                  | Huétor Vega Grenade-Sud - Grenade-Camino Bajo de Huetor                                                                             |             |
|                     | Tunnel del Serrallo |             |
| 04                  | Sierra Nevada | A-395       |
|                     | Grenade Est - Université de Grenade Guadix - Murcie - Almeria A-92 Grenade Centre - Grenade-Paseo de la Bomba                       | Ronda Este  |